# Paul-Émile de Souza
Paul-Émile de Souza (* 1931; † 17. Juni 1999) war von 1969 bis 1970 Staatsoberhaupt von Dahomey, dem heutigen Benin.

## Staatschef
Nach dem Militärputsch von Iropa Maurice Kouandété gegen den am 17. Juli 1968 von den Militärs eingesetzten zivilen Präsidenten Émile Derlin Henri Zinsou am 10. Dezember 1969 stand zunächst Kouandété selbst für drei Tage an der Spitze des Staates. Am 13. Dezember 1969 wurde Oberstleutnant de Souza als Vorsitzender des regierenden Militärrates Staatsoberhaupt. Diesem Rat gehörte neben ihm und Kouandété noch Bénoît Sinzogan an.
Geplante Wahlen wurden am 3. April 1970 annulliert, nachdem sich die Politiker der nördlichen und südlichen Landesteile nicht einigen konnten und ein Bürgerkrieg befürchtet wurde. Statt der Wahlen wurde ein dreiköpfiger Präsidialrat installiert, dessen Mitglieder sich an der Staatsspitze ablösen sollten. De Souzas Amtszeit endete am 7. Mai 1970, als Coutoucou Hubert Maga als Mitglied dieses Rates Staatspräsident wurde.